# Гаса
Гаса (дзонґ-ке མགར་ས) — місто в Бутані, яке утворилось поруч з фортецею Гаса-дзонг, у якій розташовуються адміністрація дзонгхага Гаса, чернече керівництво і суд дзонгхага.

## Історія
Дзонг був побудований в XVII столітті для захисту від атак з півночі (з Тибету).

## Географія
Місто Гаса, розташоване на північному заході Бутану, віддалене від основної автомобільної траси і до нього можна дістатися лише пішки або на коні. До аеропорту Паро приблизно 63 км. Гаса — невелике місто, тому його легко обійти пішки. Електрика в місті забезпечується за допомогою сонячних батарей.

## Населення
Населення міста становить 402 особи (за переписом 2005 р.), а за оцінкою 2012 року — 439 осіб.

## Визначні місця
- Гаса-дзонг — має незвичну круглу форму, над стіною височать три вежі.
- Район неподалік від міста Гаса знаменитий гарячими джерелами (цачу), бутанці ходять туди для лікування. Від міста до джерел необхідно йти близько двох годин.